# 2018. július 19-i konzisztórium
A 2018. július 19-i konzisztóriumot Ferenc pápa hívta össze. Ezen a konzisztóriumon egy boldog szenttéavatási határozatát hirdette ki.

## Szenttéavatási határozat
- Nunzio Sulprizio, fiatal laikus (Pescosansonesco, 1817. április 13. - Nápoly, 1936. május 5.)

A konzisztórium során a pápa elrendelte, hogy az új szent 2018. október 14-án kerüljön fel a szentek névsorába.